# Frankliniella tritici
Il tripide orientale dei fiori (Frankliniella tritici Fitch, 1855)  è un insetto tisanottero della famiglia dei Tripidi, noto per essere molto dannoso, al pari della Frankliniella occidentalis, nei confronti di diverse piante da frutto e da fiori.

## Descrizione
Dalle dimensioni molto piccole (circa 1,5 millimetri) si presenta di colore giallo o tendente al marrone. Le antenne sono composte da otto segmenti, sul quarto dei quali si trovano gli organi sensori.